# Leo de Hartogh
Leopold (Leo) de Hartogh (Rotterdam, 2 juni 1916 – Den Haag, 5 oktober 2007) was een Nederlands acteur.

## Relaties
Hij was zoon van Adriana van Dorp en handelsagent Robert de Hartog. In 1939 trouwde hij met de actrice Pam Henning, hun huwelijk werd in 1946 ontbonden. De Hartogh hertrouwde in 1947 met de actrice Teddy Schaank; opnieuw volgde in 1949 een echtscheiding. De actrice Linda van Dyck was hun dochter. De Hartogh overleed op 5 oktober 2007 op 91-jarige leeftijd. Hij is in besloten familiekring gecremeerd.

## Leven
De Hartogh sloot zich na een opleiding aan de Hogereburgerschool (HBS) op eigen verzoek aan bij het gezelschap Hofstad Tooneel van Cor van der Lugt Melsert. Hij wilde in 1933/1934 graag acteur worden. Het was eerst op volontairbasis. Twee jaar later stond hij in drie films: Mondscheinsonate (opnamen liepen uit), Jonge harten, waarin hij naast Rini Otte de hoofdrol speelde en een hoofdrol in Zomerzotheid, een film die nooit in roulatie kwam. De Hartogh zou nog jarenlang bij Van der Lugt Melsert spelen, ook al was er soms onmin. Tijdens de opnamen voor Van het een komt het ander in Brussel brak de Tweede Wereldoorlog uit; hij vluchtte met zijn echtgenote Henning via Marseille naar Bandoeng, alwaar haar vader kantoor hield. Daar ontmoette het stel Wim Kan en Corry Vonk, die op tournee waren en niet terug konden. De stellen raakten bevriend en traden samen op in het ABC-cabaret, totdat ze in een Japans kamp werden geïnterneerd. Eenmaal terug in Nederland moest hij naar eigen zeggen opnieuw beginnen. Via Kan, Vonk, Wim Sonneveld, Cor Ruys en Johan Kaart kon hij zich in 1950 aansluiten bij het Rotterdams Toneel; in 1960 naar Haagse Comedie. Rond de jaren zestig werd hij ook regisseur, zowel toneel- als filmregisseur. 
Zijn grote liefhebberij was schaken; hij was ooit kampioen van Voorburg. In 1985 nam hij het in een schaakmarathon te Rotterdam op tegen Viktor Kortsjnoj, die veertig partijen moest spelen, waarvan hij er 37 won.

## Filmografie
- Meneer Klomp (1978) als Gerard Klomp
- De receptie (1974, televisie)
- Een mens van goede wil (1973, televisieserie) als Nonkel Dolf
- Lucelle (1968, televisie) als de Vader Carpony
- De Arme dieven (1966, televisie) als Soldaat Grimmins
- Nacht op Zee (1961)
- Kleren maken de man (1957)
- De man zonder hart (1937)
- Zomerzotheid (1936), als Jonkheer Padt van Heyendaal
- Jonge harten (1936)